# Austrosaga
Austrosaga é um género de insecto da família Tettigoniidae.
Este género contém as seguintes espécies:
- Austrosaga spinifer